# Apalone mutica
Apalone mutica là một loài rùa trong họ Trionychidae. Loài này được Le Sueur mô tả khoa học đầu tiên năm 1827. Nó là loài đặc hữu của Bắc Mỹ.

## Phạm vi địa lý
Nó sống chủ yếu ở hệ thống thoát nước của sông Mississippi, bao gồm cả sông Ohio và sông Allegheny.